# Непоротово
Непоро́тово (укр. Непоротове) — село в Сокирянской городской общине Днестровского района Черновицкой области Украины.
До 2020 года входило в Сокирянский район.
Население по переписи 2001 года составляло 121 человек. Почтовый индекс — 60234. Телефонный код — 3739. Код КОАТУУ — 7324086005.

## Археология
- Вблизи села на правом берегу Днестра находится археологическая стоянка раннего палеолита Непоротово VI[1][2], которая находит аналогии в материалах VII и VI культурно-хронологических комплексов Королёво в Закарпатье и относится к интервалу Гюнц-Миндель/Миндель (900—780 тыс. л. н.)[3][4]. Стоянка Непоротово-7 возрастом 150 тыс. л. н. размывается водами Днестровского водохранилища[5][6]. В лёссовых отложениях верхнего и среднего плейстоцена отмечены: один верхнепалеолитический горизонт (граветт?), 4 среднепалеолитических горизонта (2, 3, 3а, 7). Инвентарь слоя 2 имеет признаки нелеваллуазской технологии, а три нижних слоя относятся к молодовскому варианту индустрии Леваллуа (морские изотопные стадии MIS 6, MIS 5[англ.], MIS 4, MIS 3)[7].